# Sd Kfz 9
Sd.Kfz.9（Sonderkraftfahrzeug 9）は、第二次世界大戦でドイツ国防軍および武装親衛隊で使用された牽引力18トンのハーフトラックである。
製造・開発を担当したメーカー"Fahrzeug- und Motoren-Werke GmbH" (FAMO、ファモ社)による呼称は"FAMO F3"で、模型マニアや実車コレクタ－の間では「FAMO, ファモ」が本車の通称になっていることもある。尚、Fahrzeug- und Motoren-Werke GmbH (ファールツォイク・ウント・モトーレン・ヴェルケ・ゲーエムベーハー) は、日本語に直訳すれば"車両およびエンジン製造有限会社"といった意味の社名である。
1936年に陸軍の戦車運搬車として開発された物で、ハーフトラックとしては世界最大級であった。戦車運搬用の116型トレーラー(Sd.Ah.116)を牽引することができた他、直接牽引も可能であった。しかし、大戦中期以降の重戦車を直接牽引するには力不足で3輌以上の重連牽引が必要であり、この任務にはベルゲパンターなどのより本格的な装甲回収車が開発されることとなった。
HL108マイバッハ12気筒V型エンジンを搭載し、そこから変速機を介して動力が伝達される、7トンの牽引力を持つウインチを装備している。Sd.Kfz.9は1938年から1944年までの間に約2500輌がFAMO社により生産された。

## バリエーション
Sd.Kfz.9/1
ビルシュタイン製6トンクレーンを装備した回収・修理車両。
Sd.Kfz.9/2
デマーク社製10トンクレーンを装備した回収・修理車両。
8.8cm FlaK18(sfl) auf Zugkraftwagen 18t (Sd.Kfz.9)
8.8cm18式高射砲（自走砲架）搭載18トン牽引車。その名のとおり8.8 cm FlaK 18を搭載、1940年に対空自走砲化したもの。エンジンや運転席周りに8mm厚の装甲板が追加されている。1942年に空軍及び陸軍向けに112輌の生産が発注されたが、翌年6・7月に14輌が軍に引き渡されたにとどまり、残りはキャンセルされた。